# Mponela
Mponela ist eine Stadt in 1200 m Höhe im Dowa-Distrikt in der Zentralregion von Malawi, 60 km nördlich von Lilongwe, mit einer Bevölkerung von 24.453 Einwohnern (Volkszählung 2018). Sie liegt an der asphaltierten Straße Lilongwe–Mzuzu, ist an Strom- und Telefonnetz angeschlossen und verfügt über eine Flugpiste.
Mponela ist eine agrarisch geprägte Stadt ohne touristische Bedeutung. In Mponela unterhält die Regierung ein Ernährungszentrum, in dem täglich 700 Kinder Essen erhalten und das 50 Kindern Unterkunft bietet.